# Mammillaria marcosii
Mammillaria marcosii es una especie perteneciente a la familia Cactaceae. Es endémico de Guanajuato en México. Su hábitat natural son los áridos desiertos. Está tratada en peligro de extinción por pérdida de hábitat. 

## Descripción
Es una planta perenne carnosa y globosa con las hojas transformadas en espinas, de color verde y con las flores de color  blanco y amarillo. 

## Taxonomía
Mammillaria marcosii fue descrita por Fitz Maurice, B.Fitz Maurice & Glass y publicado en Cactus and Succulent Journal 69(1): 10–14. 1997.
Etimología
Mammillaria: nombre genérico que fue descrita por vez primera por Carolus Linnaeus como Cactus mammillaris en 1753, nombre derivado del latín mammilla = tubérculo, en alusión a los tubérculos que son una de las características del género.
marcosii: epíteto otorgado en honor de Marcos Sierra Pichardo de San Miguel de Allende, quien descubrió la planta.
Sinonimia
- Mammillaria multihamata Boed.